# An Gàidheal Ùr
An Gàidheal Ùr fou un periòdic mensual de 12 pàgines publicat en gaèlic escocès. El nom de la publicació significa “El nou gaèlic”, en referència a una antiga revista anomenada An Gàidheal (el gaèlic). Els lectors accedien a la publicació com a suplement del West Highland Free Press o per subscripció.

## Contingut
Generalment tractava temes d'interès gaèlic o de les Terres altes d'Escòcia, com ara notícies sobre avenços en la llengua, croitearachd, serveis de ferry, esdeveniments culturals i esport. També contenia diverses columnes d'opinió i anuncis de feina relacionats amb la llengua gaèlica.

## Desaparició
L'any 2009 va desaparèixer aquesta publicació per manca de finançament. Tres entitats van retirar el finançament que atorgaven al periòdic, i aquest es va veure obligat a demanar un major esforç al seu finançador principal Bòrd na Gàidhlig. El Bòrd va anunciar que no podia posar-hi més diners, i l'agència que representa el Bòrd va notificar que ja no posaria més publicitat a An Gàidheal Ùr. En representar aquesta publicitat una terç dels ingressos, i després de llargues negociacions amb Bòrd na Gàidhlig, la publicació es va veure abocada al tancament.